# Pont de Savines
Die Pont de Savines ist eine Straßenbrücke im Département Hautes-Alpes, die die Route Nationale 94 über den Lac de Serre-Ponçon führt, der durch die Aufstauung der Durance zum größten künstlichen See Frankreichs wurde.

## Vorgeschichte
Der Staudamm wurde 1961 fertiggestellt. In seinem Stausee verschwanden unter anderem das alte Savines und seine Brücke über die Durance samt der Straße entlang des Flusses, die hier von einem auf das andere Ufer wechselte. Die Einwohner wurden in das neue Savines-le-Lac umgesiedelt und die Straße wurde auf eine höhere Trasse verlegt, wobei sie nun über die Pont de Savines die Seiten des Sees wechselt.

## Beschreibung
Die Pont de Savines wurde in den Jahren 1958 bis 1960 gebaut. Die 924 m lange Brücke hat ebenso wie die neue RN 94 zwei Fahrspuren sowie beidseitige schmale Gehwege.
Ihre 12 Pfeiler ragen bei Vollstau nur wenig aus der Oberfläche des Sees, aber sie sind zwischen 15 und 43 m hoch und bis zu 8 m tief im Boden gegründet. Sie haben einen rechteckigen Hohlquerschnitt mit 40 cm starken Wänden aus Spannbeton.
Die Feldweiten betragen 38,5 + 11×77,0 + 38,5 m. Der Fahrbahnträger ist ein rechteckiger, 5 m breiter, gevouteter Spannbeton-Hohlkasten, dessen Höhe von 4 m an den Pfeilern abnimmt bis auf 1,15 m im Bogenscheitel. Seine Deckplatte ist ein Teil der nach beiden Seiten auskragenden Fahrbahnplatte, seine Bodenplatte hat aus Gewichtsgründen am Scheitel Aussparungen. Der Fahrbahnträger wurde, jeweils von dem biegesteif verbundenen Pfeiler ausgehend, in Form eines Waagebalkens auf beiden Seiten symmetrisch im Freivorbau mit Vorbauwagen abschnittsweise hergestellt. Am Scheitel, wo sich die Vorbauwagen der benachbarten Felder trafen, wurden Gelenke eingebaut, die horizontale Längenänderungen, aber keine vertikalen Verschiebungen erlaubten.
Nachdem Ulrich Finsterwalder die Nibelungenbrücke Worms schon weitgehend im Freivorbau mithilfe der beiden Strompfeiler errichtet hatte, wurde bei der von Jean Courbon entworfene und von G.T.M. – Grands Travaux de Marseille gebaute Pont de Savines der Freivorbau erstmals in Serie an allen 12 Pfeilern ausgeführt.

## Sonstiges
In einer 7,5 km weiter westlich am Nordufer des Stausees gelegenen Bucht steht das bei Vollstau überschwemmte, sonst aber auftauchende und begehbare Chanteloube-Viadukt. Es wurde 1909 von Paul Séjourné für die nie fertiggestellte Bahnstrecke Chorges–Barcelonnette gebaut.